# Ommatius subgracilis
Ommatius subgracilis är en tvåvingeart som beskrevs av Stanley Willard Bromley 1935. Ommatius subgracilis ingår i släktet Ommatius och familjen rovflugor. Inga underarter finns listade i Catalogue of Life.